# IV. Armee-Korps (Deutsches Kaiserreich)
Das IV. Armee-Korps war ein von 1818 bis 1919 bestehender Großverband der Preußischen Armee.

## Geschichte

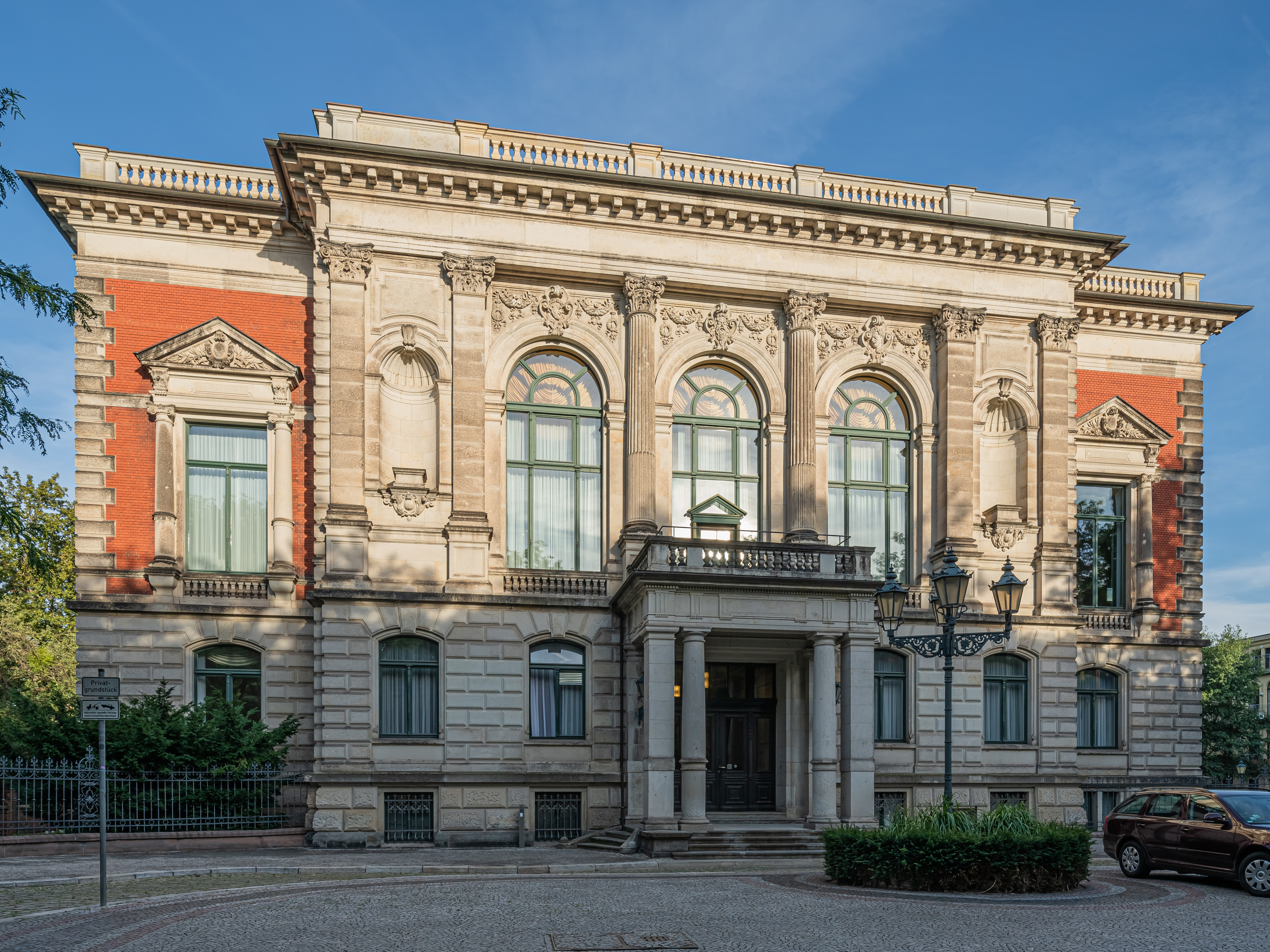
Das Palais am Fürstenwall, Dienstgebäude des Generalkommandos in Magdeburg, heute Staatskanzlei

Das Korps wurde am 30. August 1818 aus dem vorher bestehenden Generalkommando im Herzogtum Sachsen errichtet. Das Generalkommando befand sich zunächst in Magdeburg. Von 1822 bis 1826 war es in Erfurt, dann wieder in Magdeburg und ab 1836 in Berlin. 1848 wurde es wieder nach Magdeburg verlegt und erhielt am 22. August des Jahres den damaligen Major Helmuth von Moltke als Generalstabschef.
Das IV. Armeekorps unterhielt ein Genesungsheim in Bad Suderode.

### Bundesstaatskrise
In der Herbstkrise 1850 um die Rolle der führenden Macht in Deutschland in der Frage der Gründung eines deutschen (Bundes-)Staates, wurde am 5. November von dem zurückhaltend agierenden König Friedrich Wilhelm IV. nach einem bayrisch-österreichischen Einmarsch in Kurhessen die Mobilmachung auch des IV. Armeekorps angeordnet. Moltke schrieb noch am Vortag in einem Brief: „Möchte sie [die Mobilmachung] nicht eher befohlen werden, als man auch entschlossen ist, wirklich zu schlagen.“ Im Rückblick sah er sich bestätigt: „24 Wochen war das IV. Armeekorps mobil und aus allen Garnisonen abgerückt. […] Die ganze Mobilmachungsinstruktion war illusorisch und mußte durch lauter Spezialbestimmungen ersetzt werden.“
„Besonders schwer traf ihn Preußens diplomatische Niederlage von Olmütz: die Mobilmachung des preußischen Heeres war eine leere Demonstration geblieben, der König war nicht entschlossen, zu schlagen. […] Aber der Korpschef in ihm stellte nüchtern und sachlich die Mängel und Unzulänglichkeiten fest, die sich bei dem Ingangsetzen der Mobilmachungsmaschinerie gezeigt hatten.“
Das Korps behielt bis zur Auflösung 1919 seinen Sitz in Magdeburg. Bis zum Ausbruch des Ersten Weltkriegs war das Korps der VI. Armee-Inspektion unterstellt.

### Deutsch-Französischer Krieg

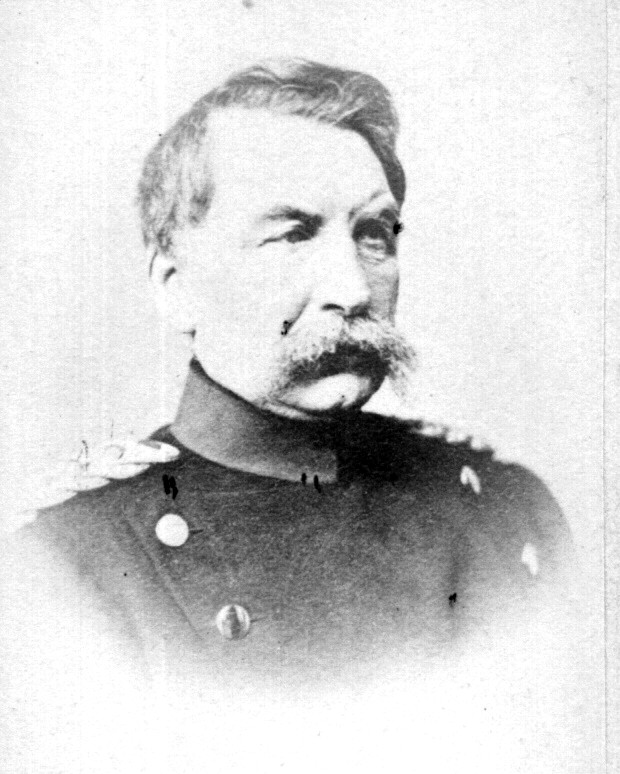
General Gustav von Alvensleben (1803–1881)

Im Deutsch-Französischen Krieg 1870/71 stand das Korps unter General Gustav von Alvensleben im Verband der 2. Armee unter Prinz Friedrich Karl von Preußen. Als Generalstabschef fungierte Oberst von Thile, die 7. Division stand unter Generalleutnant Groß von Schwarzhoff, die 8. Division wurde von Generalleutnant von Schöler geführt. Das Korps war bis zum 29. Juli im Raum Mannheim versammelt. Bis 10. August erreichte die 2. Armee die Linie St. Avold-Saarunion. Die unterstellten Korps der Armee überschritten die Saar und erreichten bis 13. August die Linie südlich Remilly (III. und IX. Korps voraus) – Oron (Garde). Das IV. Korps folgte verzögert als äußerster Armeeflügel auf Chateau-Salins und erreichte am 14. August die Seille. Das IV. Korps stand am 19. August im Raum Toul und wurde zusammen mit dem Gardekorps, der 5. und 6. Kavallerie-Division und dem sächsischen XII. Korps der neuformierten Maasarmee unter Kronprinz Albert von Sachsen zugeteilt. Am 26. August erreichte die Armee mit dem XII. Korps Varennes, dahinter mit dem IV. Korps den Raum südlich Clermont, das Gardekorps stand nördlich Dombasle. Am 30. August 1870 war das IV. Korps mit der 8. Division westlich von Nouart auf Beaumont vorgegangen. Die 16. Brigade unter Oberst von Scheffler überraschte das im Lager liegende französische V. Korps in der Schlacht bei Beaumont. Das Korps des Generals Failly geriet dabei in die Zange zwischen dem IV. Korps als linkem Flügel der Maasarmee und dem I. Bayerischen Korps als rechtem Flügel der deutschen 3. Armee. Die Franzosen versuchten sich vergeblich auf den Höhen von Mont de Brune und bei Villemonty zu sammeln und wurden geschlagen. Die 7. Division griff mit der 14. Brigade unter Generalmajor von Zychlinski gegen den Mont de Brune an und erstürmte Mouzon an der Maas. Am 31. August überschritt die 3. Armee den Fluss Maas und erreichte den Raum 5 km südöstlich von Sedan. Am Morgen des 1. September überschritten die Bayern die Maas und sickerten in den Ort Bazeilles ein. Das IV. Korps griff hier ebenfalls in die Schlacht von Sedan ein und konnte den soeben verlorenen Vorort Balan wieder zurückzuerobern.
Nach der französischen Kapitulation in Sedan folgte die Maasarmee dem Vormarsch der 3. Armee auf Paris. Am 16. September erreichte das IV. Korps als rechter Flügel Nanteuil, das XII. Korps als linker Flügel Lizy zwischen der Marne und Oury, dazwischen marschierte das Gardekorps. Am 19. September begann die Belagerung von Paris, dem IV. Korps wurden dabei die Stellungen im Norden der Stadt zwischen Stains bis zum See von Enghien am rechten Seineufer zugewiesen. Nach einem französischen Ausfall beim Gefecht von La Malmaison vom 21. Oktober musste die angegriffene Maasarmee ihre Stellungen nach rechts verlängern. Gegenüber besetzten die Franzosen den Höhenzug auf der Seine-Halbinsel vom Mont Valerien bis Asnieres mit verstärkter Artillerie und neu aufgeworfenen Schützengräben. Am 19. Januar 1871 beteiligte sich die Artillerie des IV. Korps in der Schlacht am Mont Valérien vom Norden her, an der Abwehr des letzten Ausfalls der Franzosen. Am 28. Januar folgte der Waffenstillstand, am 29. Januar wurde St. Denis vom IV. Korps besetzt.

### Erster Weltkrieg

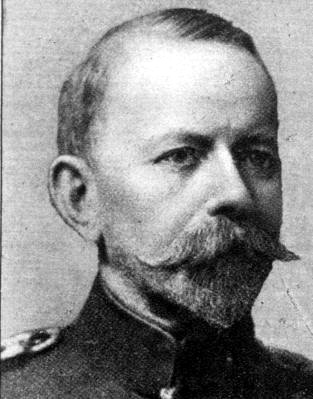
General Friedrich Bertram Sixt von Armin (1851–1936)

Unter dem Kommandierenden General Sixt von Armin trat das Korps zu Beginn des Ersten Weltkriegs Anfang August 1914 in den Verband der 1. Armee. Die 7. Division wurde von Generalleutnant Riedel, die 8. Division von Generalleutnant Hildebrandt geführt, Stabschef des Korps war Generalmajor Leo August von Stocken. Das IV. Korps marschierte in das neutrale Belgien ein und erreichte am 20. August Brüssel. Am 23. August rückte es über Enghien und Ath auf Harchies und Pommerœul vor. Die 8. Division musste während der Schlacht bei Mons ihren Angriff über den Mons-Condé-Kanal am Abend abbrechen, weiter östlich gelang jedoch Teilen der 7. Division auf der südwärts führenden Straße nach Thulin der erste Übergang. Am 24. August sollte das Korps auf dem rechten Flügel ebenfalls den Kanal überwinden, die Briten waren aber bereits abgezogen. Nach einigen Stunden über Behelfsbrücken vorgehend, erreichte die 8. Division gegen Mittag bei Quiévrain französisches Gebiet und rückte weiter auf Valenciennes vor. Die 7. Division erreichte unterdessen über Thulin vorgehend Angre. Am 26. August trug das Korps während der Schlacht von Le Cateau gegenüber dem II. englischen Korps bei Caudry und Inchy die Hauptlast des Kampfes.
Während der Marneschlacht griff die Gruppe Sixt von Armin zur Unterstützung des IV. Reserve-Korps ab 6. September im Raum Mareuil-sur-Ourcq in der Schlacht am Ourcq ein. Ab 9. September musste das Korps infolge des gesamten Rückzuges des deutschen rechten Heeresflügel über Villers-Cotterêts auf die Aisne zurückgehen. Das Korps hatte dabei mit der 8. Division auf Juvigny und mit der 7. Division Tartiers zurückzugehen und beteiligte sich ab dem 13. September südlich des Flusses zwischen Vic-Fontenoy an der Schlacht an der Aisne. Während des Wettlaufes zum Meer stand das Korps ab Anfang Oktober 1914 bei der 6. Armee im Raum östlich von Arras. Es folgten dann lange Jahre des Stellungskrieges im Raum Lens. Das Korps lag während der Lorettoschlacht im Juni 1915 dem französischen XXI. Korps und nach seiner Verlegung im September 1915 während der Schlacht von Loos dem britischen IV. Korps gegenüber. Bei diesen Abwehrkämpfen waren dem Korps dabei im Frühjahr die 117. Infanterie-Division bei Hulluch und die 123. Infanterie-Division bei Souchez zugeteilt worden.
Während der Schlacht an der Somme übernahm das Korps Mitte Juli 1916 im Raum südwestlich Bapaume bei der 2. Armee (ab 19. Juli Befehlsbereich des AOK 1) einen neuen Frontabschnitt. Die 7. Division verteidigte im Raum Pozières, die nachgeführte 8. Division setzte dabei zum Gegenstoß ein, der den im Raum Longueval verlorenen Delville-Wald zurückgewinnen konnte. Durch das zu langsame Vorrücken der britischen Reserven konnte man mit Hilfe des Korps die schwerbedrängte Front wieder stabilisieren. Nach zweiwöchigem Einsatz im Hauptangriffsgelände der Briten wurde das Generalkommando durch das IX. Reserve-Korps (Gruppe Boehn) abgelöst und machte seinerseits das für die Sommeschlacht herangeführte I. Bayerische Reserve-Korps im Raum Arras frei.
Nach der Rückführung des IV. Armee-Korps in den alten Kampfraum bei La Bassée (November 1916) wurde das Generalkommando unter dem neuen Kommandierenden General von Kraewel zwischen dem 3. April 1917 bis April des Folgejahres als Gruppe „Loos“ bezeichnet. Während der Schlacht von Arras verteidigten die Truppen Kraewels den von den Briten angegriffenen nördlichen Flügel der 6. Armee unter Generaloberst von Falkenhausen.
Ab 9. April 1918 kam das Korps während der Frühjahrsoffensive wieder im Verband der 6. Armee zum Einsatz. Im südlichen Abschnitt der Vierten Flandernschlacht aufmarschiert, deckte die 4. Ersatz-Division links gegen Festubert. Die 18. und 43. Reserve-Division trugen nördlich davon den Angriff, dahinter war als Reserve die 44. Reserve-Division nachgeführt. Nach dem Durchbruch der gegenüberliegenden portugiesischen Stellungen südwestlich von Armentières gelang es den deutschen Truppen Richebourg zu besetzen.
Nach der Hunderttage-Offensive stand das Korps in Rückzugskämpfen zwischen dem Deûle-Kanal und der Schelde. Im Oktober 1918 waren dem Korps im Raum Valenciennes die 2. Garde Reserve-Division, die 4. Ersatz-Division sowie die 36. Division unterstellt.

## Gliederung

### Standortverteilung

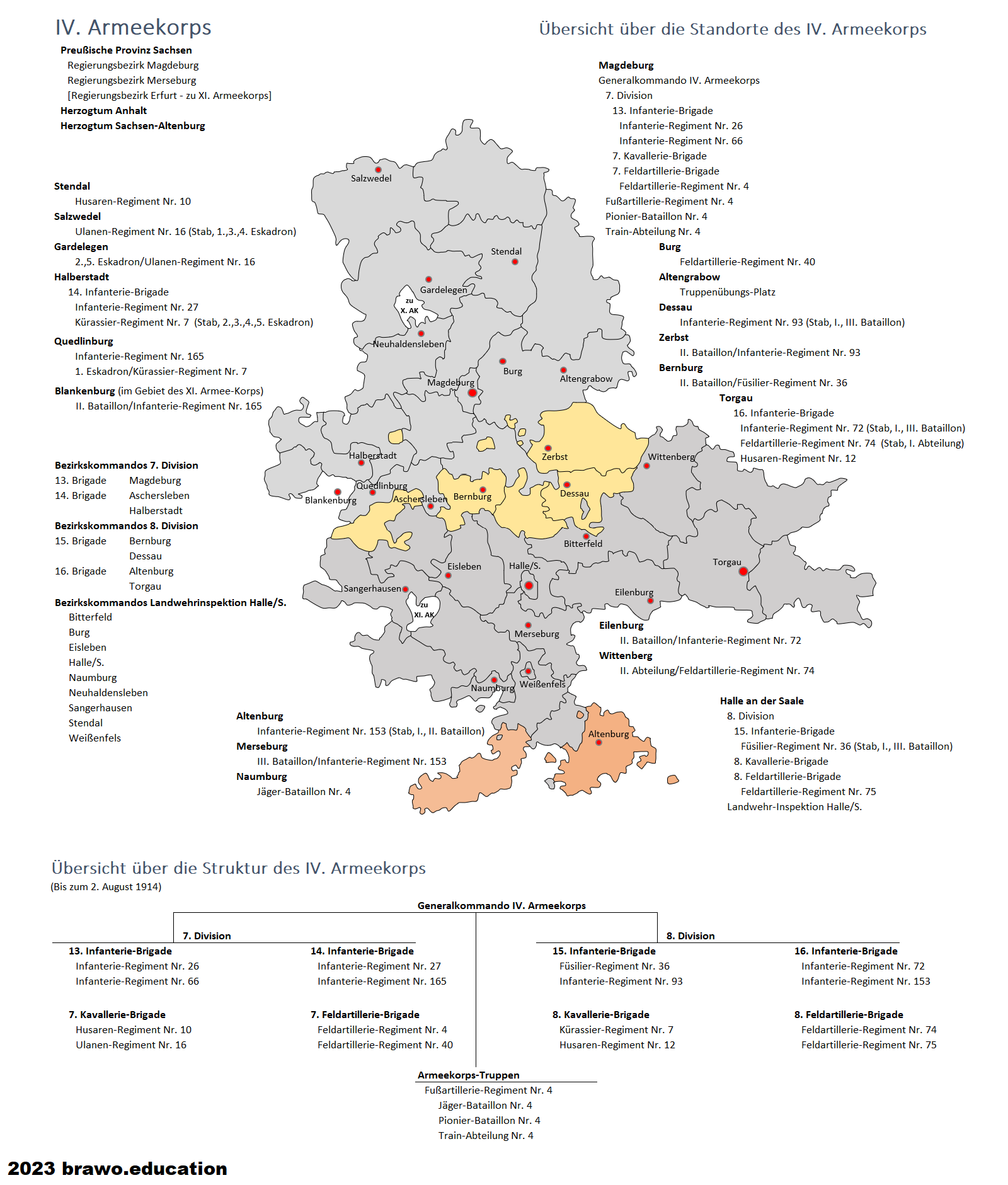
Standortkarte des IV. Armeekorps, Generalkommando Magdeburg

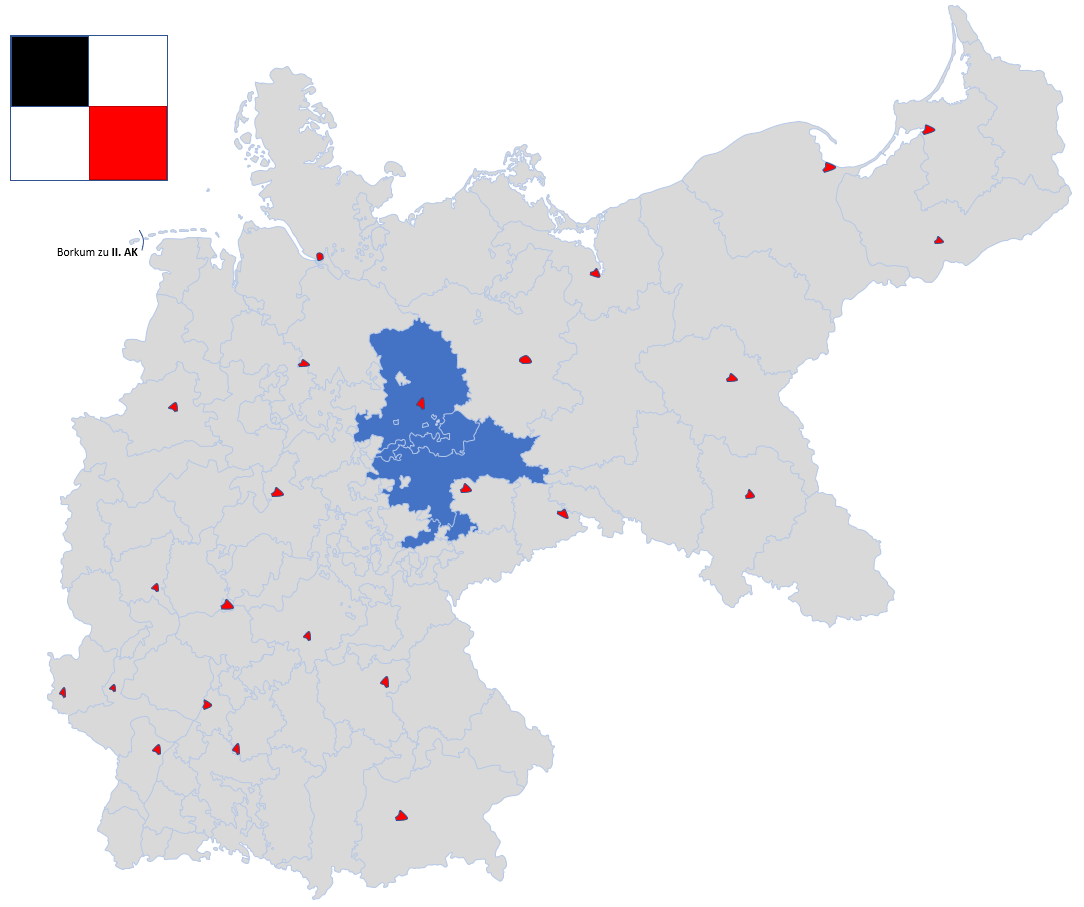
Die Lage des IV. Armeekorps innerhalb des Deutschen Reichs, 1914

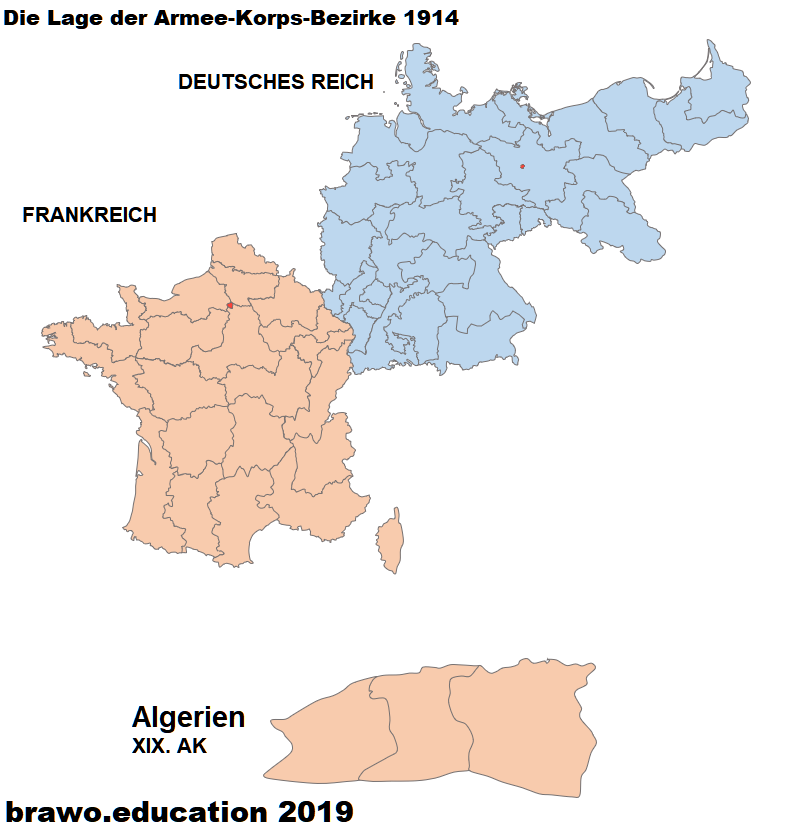
Lage der Armeekorps-Bezirke im Deutschen Reich (25 Armeekorps) und Frankreich (21 Armeekorps) 1914

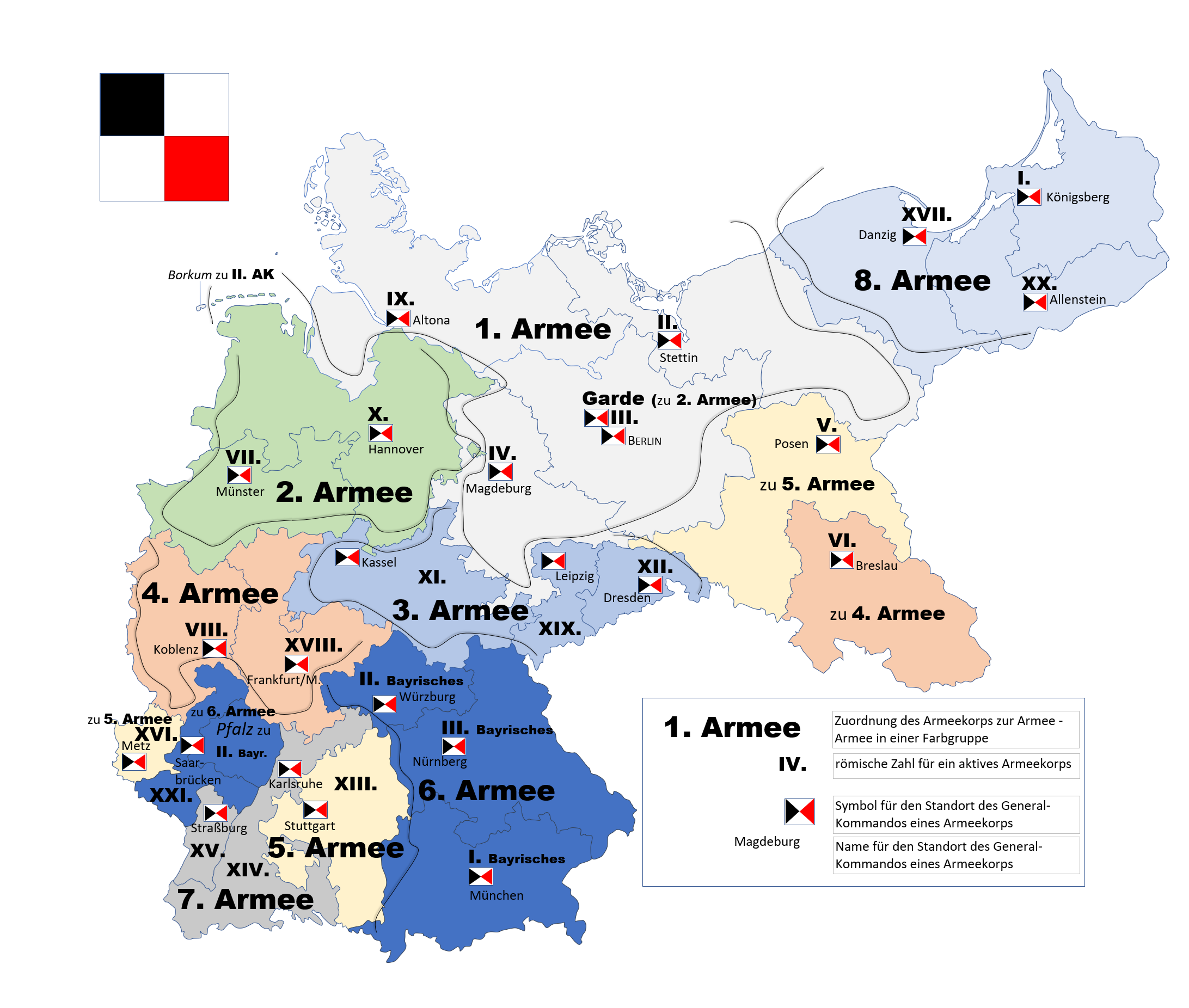
Zuordnung der deutschen Armeekorps zu den Armeen 1914

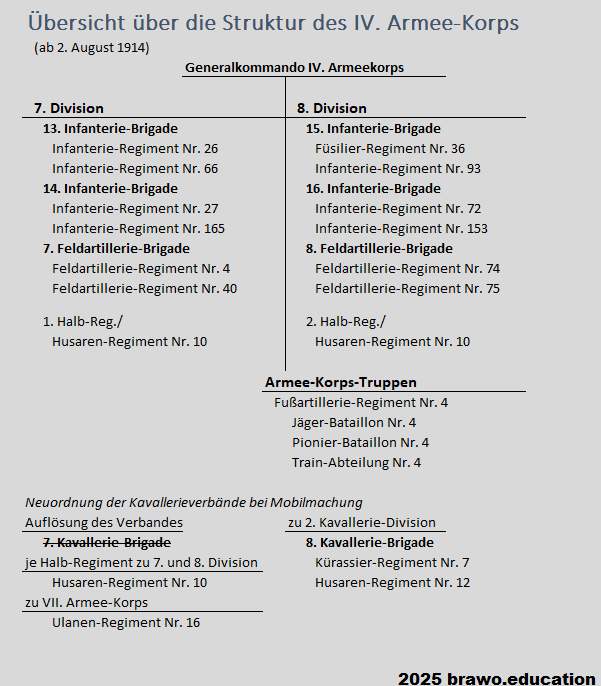
IV. Armee-Korps nach der Mobilmachung 1914 in Kriegsgliederung.

Vor Kriegsbeginn waren für das IV. Armee-Korps in den Standorten folgende Einrichtungen und Truppenteile stationiert:
- Magdeburg:
  - Sitz des Generalkommandos, Kommandierender General mit Generalstab;
  - Stab der 7. Infanterie-Division;
  - Stab der 13. Infanterie-Brigade;
  - Stab der 7. Kavallerie-Brigade (im Krieg: 1. Halb-Regiment/Husaren-Regiment Nr. 10 verbleibt bei 7. Division, das 2. Halb-Regiment/Husaren-Regiment Nr. 10 wird an die 8. Division abgegeben und das Ulanen-Regiment Nr. 16, als 1. Halb-Regiment an 13. Division/VII. Armee-Korps und 2. Halb-Regiment an 14. Division/VII. Armee-Korps abgegeben);
  - Stab der 7. Feldartillerie-Brigade;
  - Infanterie-Regiment Nr. 26, Infanterie-Regiment Nr. 66;
  - Feldartillerie-Regiment Nr. 4;
  - Fußartillerie-Regiment Nr. 4 (im Krieg: die I. Abteilung verbleibt beim Regiment, die II. Abteilung wird abgegeben);
  - Pionier-Bataillon Nr. 4;
  - Train-Bataillon Nr. 4.
- Halle/Saale:
  - Stab der 8. Infanterie-Division;
  - Stab der 15. Infanterie-Brigade;
  - Stab der 8. Kavallerie-Brigade (im Krieg zu 2. Kavallerie-Division);
  - Stab der 8. Feldartillerie-Brigade;
  - Füsilier-Regiment Nr. 36 (Stab, I., III. Bataillon);
  - Feldartillerie-Regiment Nr. 75;
  - Landwehr-Inspektion Halle/S.
- Torgau:
  - Stab der 16. Infanterie-Brigade;
  - Infanterie-Regiment Nr. 72 (Stab, I. und III. Bataillon);
  - Feldartillerie-Regiment Nr. 74 (Stab, I. Abteilung);
  - Husaren-Regiment Nr. 12.
- Halberstadt:
  - Stab der 14. Infanterie-Brigade;
  - Infanterie-Regiment Nr. 27;
  - Kürassier-Regiment Nr. 7 (Stab, 2., 3., 4., 5. Eskadron).
- Quedlinburg:
  - Infanterie-Regiment Nr. 165 (Stab, I. und III. Bataillon);
  - 1. Eskadron/Kürassier-Regiment Nr. 7.
- Dessau: Infanterie-Regiment Nr. 93 (Stab, I., III. Bataillon).
- Altenburg: Infanterie-Regiment Nr. 153 (Stab, I., II. Bataillon).
- Naumburg: Jäger-Bataillon Nr. 4.
- Stendal: Husaren-Regiment Nr. 10 (im Krieg das 1. Halb-Regiment zu 7. Division, das 2. Halb-Regiment zu 8. Division).
- Salzwedel: Ulanen-Regiment Nr. 16 (Stab, 1., 2., 3., 4. Eskadron; im Krieg als 1. Halb-Regiment zu 13. Division/VII. Armee-Korps).
- Burg: Feldartillerie-Regiment Nr. 40.
- Bernburg: II. Bataillon/Infanterie-Regiment Nr. 36.
- Eilenburg: II. Bataillon/Infanterie-Regiment Nr. 72.
- Wittenberg: II. Bataillon/Feldartillerie-Regiment Nr. 74.
- Zerbst: II. Bataillon/Infanterie-Regiment Nr. 93.

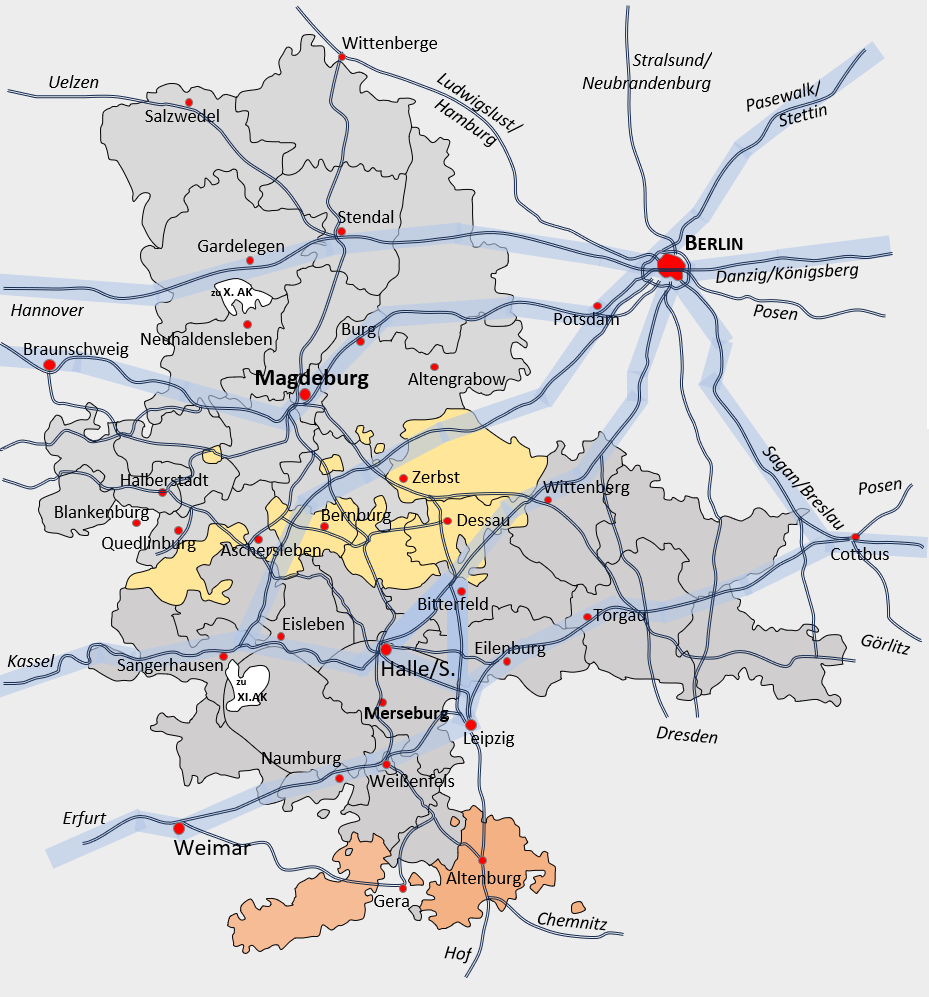
1914 Die Hauptverkehrslinien Truppenverlegung mit der Eisenbahn, vom Gebiet und über das Gebiet des IV. Armee-Korps

- Merseburg: III. Bataillon/Infanterie-Regiment Nr. 153.
- Blankenburg: II. Bataillon/Infanterie-Regiment Nr. 165 (Standort auf dem Gebiet des XI. Armee-Korps).
- Gardelegen: 2., 5. Eskadron/Ulanen-Regiment Nr. 16 (im Krieg als 2. Halb-Regiment zu 14. Division/VII. Armee-Korps).
- Altengrabow: Truppenübungs-Platz.

### Einrichtungen
Personalersatz, Nachschub, Transportsicherung, medizinische Versorgung und Heimatschutz
- für die Bezirkskommandos der 7. Division:
  - für die 13. Brigade: Magdeburg;
  - für die 14. Brigade: Aschersleben, Halberstadt.

- für die Bezirkskommandos der 8. Division:
  - für die 15. Brigade: Bernburg, Dessau;
  - für die 16. Brigade: Altenburg, Torgau.

- der Landwehrinspektion Halle/S.: Bitterfeld, Burg, Eisleben, Halle/S., Neuhaldensleben, Sangerhausen, Stendal, Weißenfels.

## Unterstellungsverhältnisse im Frieden 1914
Generalkommando IV. Armee-Korps

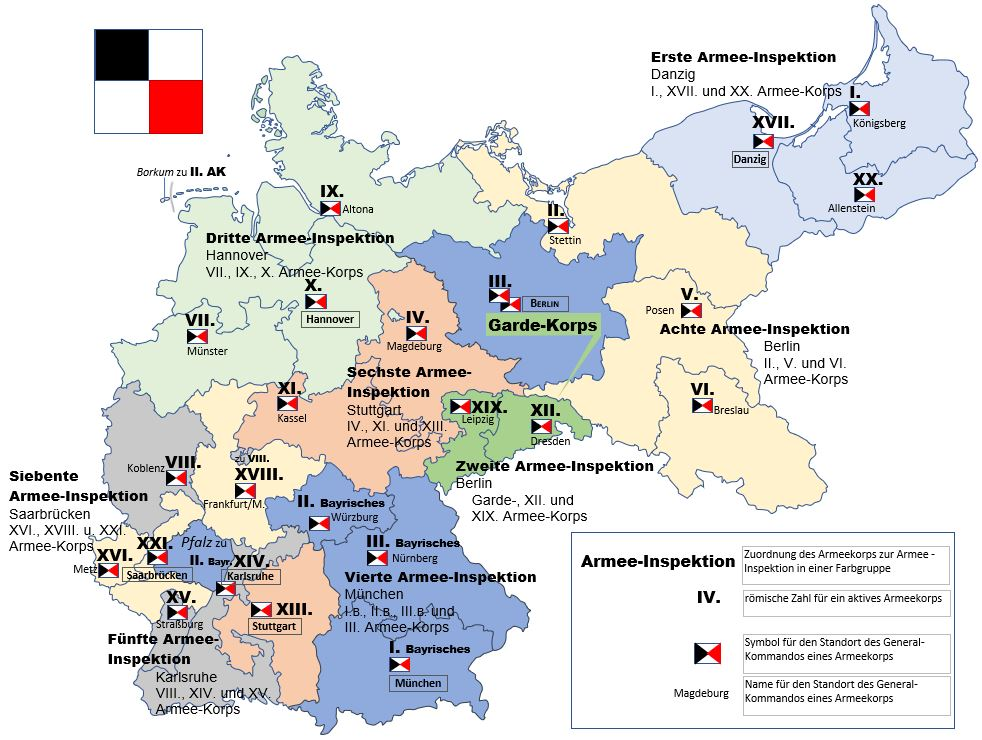
1914 Zuordnung der 25 deutschen Armee-Korps den Armee-Inspektionen

- 7. Infanterie-Division in Magdeburg
  - 13. Infanterie-Brigade
    - Infanterie-Regiment „Fürst Leopold von Anhalt-Dessau“ (1. Magdeburgisches) Nr. 26
    - 3. Magdeburgisches Infanterie-Regiment Nr. 66

  - 14. Infanterie-Brigade
    - Infanterie-Regiment „Prinz Louis Ferdinand von Preußen“ (2. Magdeburgisches) Nr. 27
    - 5. Hannoversches Infanterie-Regiment Nr. 165

  - 7. Kavallerie-Brigade
    - Magdeburgisches Husaren-Regiment Nr. 10
    - Ulanen-Regiment „Hennigs von Treffenfeld“ (Altmärkisches) Nr. 16

  - 7. Feldartillerie-Brigade
    - Feldartillerie-Regiment Prinz-Regent Luitpold von Bayern (Magdeburgisches) Nr. 4
    - Altmärkisches Feldartillerie-Regiment Nr. 40
- 8. Infanterie-Division in Halle (Saale)
  - 15. Infanterie-Brigade
    - Füsilier-Regiment „General-Feldmarschall Graf Blumenthal“ (Magdeburgisches) Nr. 36
    - Anhaltisches Infanterie-Regiment Nr. 93

  - 16. Infanterie-Brigade
    - 4. Thüringisches Infanterie-Regiment Nr. 72
    - 8. Thüringisches Infanterie-Regiment Nr. 153

  - 8. Kavallerie-Brigade
    - Kürassier-Regiment „von Seydlitz“ (Magdeburgisches) Nr. 7
    - Thüringisches Husaren-Regiment Nr. 12

  - 8. Feldartillerie-Brigade
    - Torgauer Feldartillerie-Regiment Nr. 74
    - Mansfelder Feldartillerie-Regiment Nr. 75
- Magdeburgisches Jäger-Bataillon Nr. 4 in Naumburg (Saale)
- Fußartillerie-Regiment „Encke“ (Magdeburgisches) Nr. 4 in Magdeburg
- Magdeburgisches Pionier-Bataillon Nr. 4 in Magdeburg
- Magdeburgisches Train-Bataillon Nr. 4 in Magdeburg

## Kommandierender General
Das Generalkommando als Kommandobehörde des Armee-Korps stand unter der Führung des Kommandierenden Generals.
| Dienstgrad                                                  | Name                        | Datum                                                             |
| ----------------------------------------------------------- | --------------------------- | ----------------------------------------------------------------- |
| General der Infanterie                                      | Friedrich von Kleist        | 03. Oktober 1815 bis 4. März 1821                                 |
| Generalleutnant                                             | Friedrich Wilhelm von Jagow | 05. März 1821 bis 3. September 1830                               |
| Generalleutnant                                             | Georg von Hake              | 04. September 1830 bis 30. Juni 1832 (mit der Führung beauftragt) |
| General der Infanterie                                      | Friedrich Wilhelm von Jagow | 01. Juli 1832 bis 29. März 1836                                   |
| Generalleutnant/General der Infanterie                      | Carl von Preußen            | 30. März 1836 bis 4. März 1848                                    |
| Generalleutnant                                             | August von Hedemann         | 05. März 1848 bis 6. Februar 1852                                 |
| Generalleutnant                                             | Wilhelm von Radziwill       | 19. Februar 1852 bis 22. März 1852 (mit der Führung beauftragt)   |
| Generalleutnant/General der Infanterie                      | Wilhelm von Radziwill       | 23. März 1852 bis 2. Juni 1858                                    |
| Generalleutnant/General der Infanterie                      | Hans Wilhelm von Schack     | 03. Juni 1858 bis 25. September 1866                              |
| Generalleutnant/General der Infanterie                      | Gustav von Alvensleben      | 30. Oktober 1866 bis 1. Oktober 1871                              |
| Generalleutnant                                             | Leonhard von Blumenthal     | 02. Oktober 1871 bis 21. März 1872 (mit der Führung beauftragt)   |
| Generalleutnant/General der Infanterie/Generalfeldmarschall | Leonhard von Blumenthal     | 22. März 1872 bis 12. April 1888                                  |
| Generalleutnant/General der Infanterie                      | Wilhelm von Grolman         | 17. April 1888 bis 21. März 1889                                  |
| General der Kavallerie                                      | Carl von Hänisch            | 22. März 1889 bis 31. August 1897                                 |
| General der Infanterie                                      | Richard von Klitzing        | 01. September 1897 bis 26. Januar 1903                            |
| General der Infanterie                                      | Paul von Hindenburg         | 27. Januar 1903 bis 19. März 1911                                 |
| General der Infanterie                                      | Friedrich Sixt von Armin    | 20. März 1911 bis 24. Februar 1917                                |
| Generalleutnant                                             | Richard von Kraewel         | 25. Februar 1917 bis 19. Dezember 1918                            |
| General der Infanterie                                      | Kuno von Steuben            | 20. Dezember 1918 bis 29. Januar 1919                             |
| Generalleutnant                                             | Johannes von Malachowski    | 30. Januar bis 9. Februar 1919                                    |
| Generalleutnant                                             | Alfred von Kleist           | 10. Februar bis 7. Juli 1919                                      |